# Заозерний (Красноярський край)
Заозерний (рос. Заозёрный) — місто (з 1948 року) в Росії, адміністративний центр Рибинського району Красноярського краю. Утворює міський округ місто Заозерний. Населення — 10 286 чол. (2017).
Місто розташоване на річці Барга (ліва притока річки Кан, басейн Єнісею), за 120 км на схід від Красноярська.

## Історія
Перші згадки про поселення мисливців евенків та киргизів біля озер, на місці майбутнього міста, відносяться до середини XVII століття. У 1694 році місцевим населенням були виявлені соляні ключі, і в тому ж році відкрилася соляна варниця . Перше повноцінне поселення, слобода Троїцько-Заозерна, була заснована в серпні 1776 року  селянами з приходу Троїцького Усолья Єнісейського заказу Романом Амосовим, Семеном Дресвянскім та Іваном Пулкіним. Основною метою заснування поселення була можливість видобутку тут слюди для вікон церков та монастирів, тобольских і московських палат . Слобода виникла зі схвалення єпископа Тобольського і Сибірського Варлаама і розташовувалася на землях, що належали Троїцько-Туруханському монастирю . Для розробки слюди був створений Троїцький слюдяний завод, що дав першу назву селища.
В кінці XVIII століття за 7,5 км від слободи, на річці Топольській, виник залізний рудник купця Лобанова, однак розробка його була припинена ще в XIX столітті . У 1840-і роки слобода отримала статус села. У селі, яке було відомоме хлібною торгівлею, на початку XX століття стояла дерев'яна церква Іоанна Богослова , згодом знищена більшовиками.
7 січня 1939 року  село Заозерне (за іншими даними, в 1934  село Троїцько-Заозерне) було перетворено в робітниче селище Заозерний, яке 13 жовтня 1948 року одержало статус міста .

## Економіка

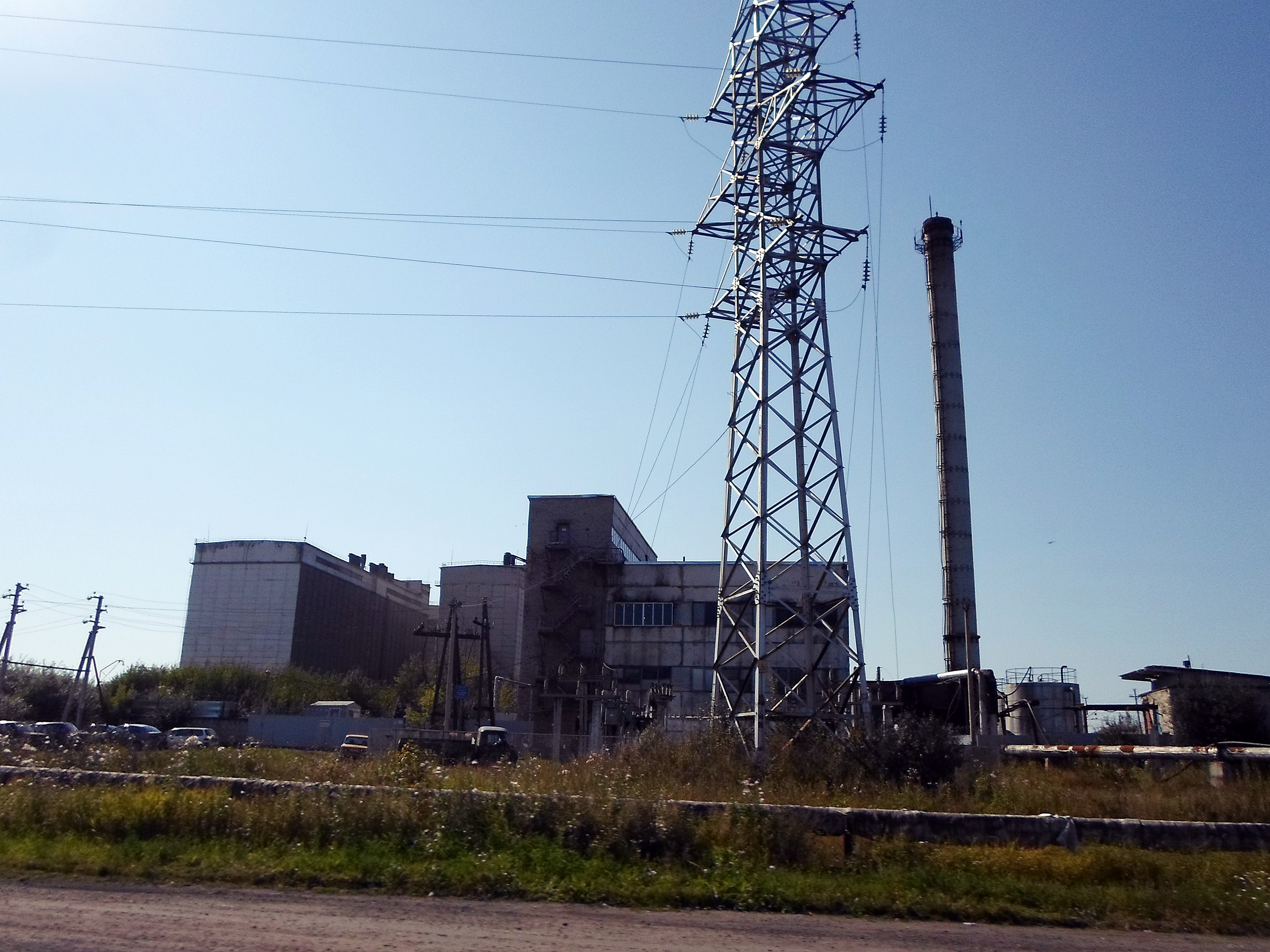
Елеватор

У Заозерному працюють підприємства видобувної галузі, харчової промисловості та будівельної галузі. На території Заозерного діє меблева і швейна фабрики, залізнична станція та багато іншого.